# Вулиця Павла Зеленого
Вулиця Павла Зеленого — одна з вулиць Одеси, розташована в історичному центрі. Бере початок від перетину з вулицею Новосельського і закінчується Соборною площею, перетинаючи Новий ринок.

## Історія
У 1810 році на місці теперішньої вулиці (тоді грецький форштат № 216-235) градоначальник Одеси, генерал-майор Томас Кобле, звів низку будинків, сад, а також шість лавок. У 1820 році на карті міста з'явилася вулиця, яка дістала назву Коблевська, на честь Томаса Кобле. Вже в 1836 році в документах вулиця з'являється під іншою назвою — Миколаївська, однак у 1848 році — знову під старою назвою.
З приходом до влади більшовиків, у лютому 1920 року, вулицю було названо на честь комуністичного діяча Вадима Подбельського. Назву Коблевська вулиця повернула собі тільки 18 травня 1995 року. 26 липня 2024 року розпорядженням начальника Одеської ОВА вулиця Коблевська перейменована на вулицю Павла Зеленого, на честь Павла Олександровича Зеленого, одеського міського голови часів Російської імперії, який захищав права українців та добивався скасування заборон на українську мову.